# Osječki nogometni podsavez
Osječki nogometni podsavez (ONP) osnovan je 16. ožujka 1924. godine u Osijeku u prostorijama hotela Central. Prvi predsjednik ONP-a bio je prof. Ernest Pašer, a potpredsjednik Dr. Ivo Karner.

## Povijest
Zbog velikog broja klubova Zagrebački nogometni podsavez pristupio je 1920. godine osnivanju prvog Međuklubskog odbora sa sjedištem u Osijeku. Odbor je radio vrlo kratko, no ubrzo je obnovljen 25. lipnja 1921. godine. Odluku o osnivanju Osječkog nogometnog podsaveza donijela je XX. skupština Jugoslavenskog nogometnog saveza 10. veljače 1924. godine. Podsavez je osnovan u hotelu Central u Osijeku, 16. ožujka 1924. godine. Prvi predsjednik je bio prof. Ernest Pascher, a dopredsjednik dr. Ivo Karner. 
Nakon Drugog svjetskog rata na području Slavonije i Baranje djeluju Fiskulturni odbori, kasnije su osnovani Nogometni savezi općina. Područje Slavonije i Baranje imalo je 14 općinskih saveza: NSO Beli Manastir, NSO Osijek, ONS Vukovar, NSO Valpovo, ONS Županja, NSO Slavonski Brod, NSO Podravska Slatina, NSO Donji Miholjac, NSO Našice. Osječki nogometni podsavez je obnovljem 12. prosinca 1994. godine pod nazivom Županijski nogometni savez Osječko-baranjske županije sa sjedištem u Ulici Kralja Zvonimira 5 u Osijeku djeluje i danas i član je Hrvatskog nogometnog saveza. Županijski nogometni savez ima 6 nogometnih središta: Osijek, Valpovo, Našice, Đakovo, Beli Manastir i Donji Miholjac.

## Teritorij
ONP je obuhvaćao područje Slavonije, Baranje, neke klubove s područja Bjelovarske župe, te dijela područja Bosanskog Šamca, Brčkog i Šida. Nakon 1945. godine područje Fiskulturnih odbora obuhvaćalo je općine Slavonije i Baranje, a danas Županijski nogometni savez djeluje na području Osječko-baranjske županije.

## Nogometni klubovi i natjecanja
ONP je u trenutku osnivanja imao 15 nogometnih klubova, članova podsaveza. Četiri kluba, Hrvatski građanski ŠK (Osijek), JŠK Slavija (Osijek), GŠK Cibalia (Vinkovci), te Virovitički građanski ŠK bili su osnivači Zagrebačkog nogometnog podsaveza i aktivno sudjelovali u osnivanju Jugoslavenskog nogometnog saveza. Prvenstva Osijeka igraju se od 1920. godine. Najuspješniji klub podsaveza između dva svjetska rata bila je osječka Slavija izborivši 7 puta završnicu prvenstva Jugoslavenskog nogometnog saveza. Posljednje prvenstvo na kojem su sudjelovali najjači klubovi Osijeka odigrano je 1946. godine od kada ona postaju nižerazredna regionalna natjecanja iz kojih se najbolje momčadi plasiraju u viši rang državnih natjecanja (od 1946. do 1991. u nižerazredne Jugoslavenske nogometne lige, a od 1991. u nižerazredne Hrvatske nogometne lige). Nogometni savezi općina na području Slavonije i Baranje 1990. godine zajedno su imali 439 seniroskih momčadi, 280 juniorskih, 227 pionirskih, 37 veteranskih, te 23 kadetske momčadi (ukupno 1006 momčadi s više od 14.000 nogometaša). Na teritoriju današnjeg Županijskog nogometnog saveza ima više od 160 seniorskih nogometnih klubova. Najuspješnij klub saveza nakon Drugog svjetskog rata je NK Osijek nastupivši do 1991. godine u 13 sezona 1. savezne jugoslavenske lige, a od 1992. je stalni sudionik 1. HNL, osvojivši pritom i Hrvatski nogometni kup u sezoni 1998./99.